# Robert Leonard Hazen
Pour les articles homonymes, voir Hazen.
Robert Leonard Hazen (1808-1874) est un avocat, un juge et un homme politique canadien du Nouveau-Brunswick.
Robert Leonard Hazen est né le 15 octobre 1808 à Fredericton, au Nouveau-Brunswick. Il suit des études de droit et est admis au Barreau du Nouveau-Brunswick en 1831. Il est nommé sénateur le 23 octobre 1867 par Proclamation royale et le reste jusqu'à sa mort, le 15 août 1874.